# Bullockornis planei
Bullockornis planei  — викопний вид гусеподібних птахів родини Дроморнісові (Dromornithidae). Вид існував у міоцені, 15 млн років тому в Австралії.

## Опис
Птах був заввишки 2,5 м та важив близько 250 кг. Досі точно не відомо, чи були ці птиці хижаками або ж були травоїдними. У
булокорніса мався дуже
великий дзьоб, що володів великою силою. Однак судячи з його будови, булокорніс навряд чи був спеціалізованими хижаком. Дзьоб такий форми, як у дроморнісових в цілому і
булокорніса зокрема, більше
підходить для роздрібнення
твердої рослинної їжі, ніж для
хижацтва.